# Lago Kelistba
Lago Kelstba (en georgiano: ყელის ტბა ; en osetio: Хъилы цад ; en ruso: Келистба) es un lago en el raión de Leningorskom, Osetia del Sur, territorio independiente de facto de Georgia.
Ubicado en la meseta de Kelskom, el lago Kelistba, con una superficie de 127,96 hectáreas, es el más grande de esa república. Se trata de un territorio de 2.170 m de largo y que alcanza una profundidad de 75 m.